# Divita Rai
Divita Rai (en tulu: ದಿವಿತ ರೈ) (Mangalore, Karnataka; 10 de enero de 1998) es una modelo y reina de belleza india, coronada como Miss Universo India el 28 de agosto de 2022 en Bombay por la saliente Miss Universo India y Miss Universo 2021, Harnaaz Sandhu. Divita representó a la India en el concurso Miss Universo 2022, donde terminó en el Top 16 de cuartofinalistas.

## Trayectoria
Rai se clasificó entre las tres mejores concursantes del estado de Karnataka que intentaban clasificarse para Femina Miss India 2019. En 2021, compitió en Miss Diva 2021 y terminó como la segunda finalista de Miss Universo 2021, Harnaaz Sandhu. También ganó los títulos secundarios de Miss IQ, Miss Lifestyle y Miss Sudoku durante el concurso.
Rai fue coronada Miss Diva Universo 2022 el 28 de agosto de 2022 por la titular saliente, Harnaaz Sandhu en la gala del 10.º aniversario de la Organización Miss Diva. Más de 30 exganadoras de concursos de belleza que representaron a la India a nivel internacional asistieron a la ocasión.
Representó a la India en Miss Universo 2022, donde terminó en el Top 16 de cuartofinalistas.